# Лоран Янс
Лоран Янс (люксемб. Laurent Jans, нар. 5 серпня 1992) — люксембурзький футболіст, захисник французького «Меца» і національної збірної Люксембургу.

## Клубна кар'єра
Футбольну кар'єру розпочав 2011 року на батьківщині виступами за команду клубу «Фола», в якій провів чотири сезони, взявши участь у 89 матчах чемпіонату.
Своєю грою за цю команду привернув увагу представників тренерського штабу бельгійського «Васланд-Беверен», до складу якого приєднався 2015 року. Відіграв за беверенську команду наступні три сезони своєї ігрової кар'єри. Граючи у складі «Васланд-Беверен», також здебільшого виходив на поле в основному складі команди.
2018 року перебрався до Франції, уклавши контракт з клубом «Мец», який саме понизився у класі до французького другого дивізіону з Ліги 1.

## Виступи за збірну
2012 року дебютував в офіційних матчах у складі національної збірної Люксембургу.